# Wolfssäule Laußnitzer Heide

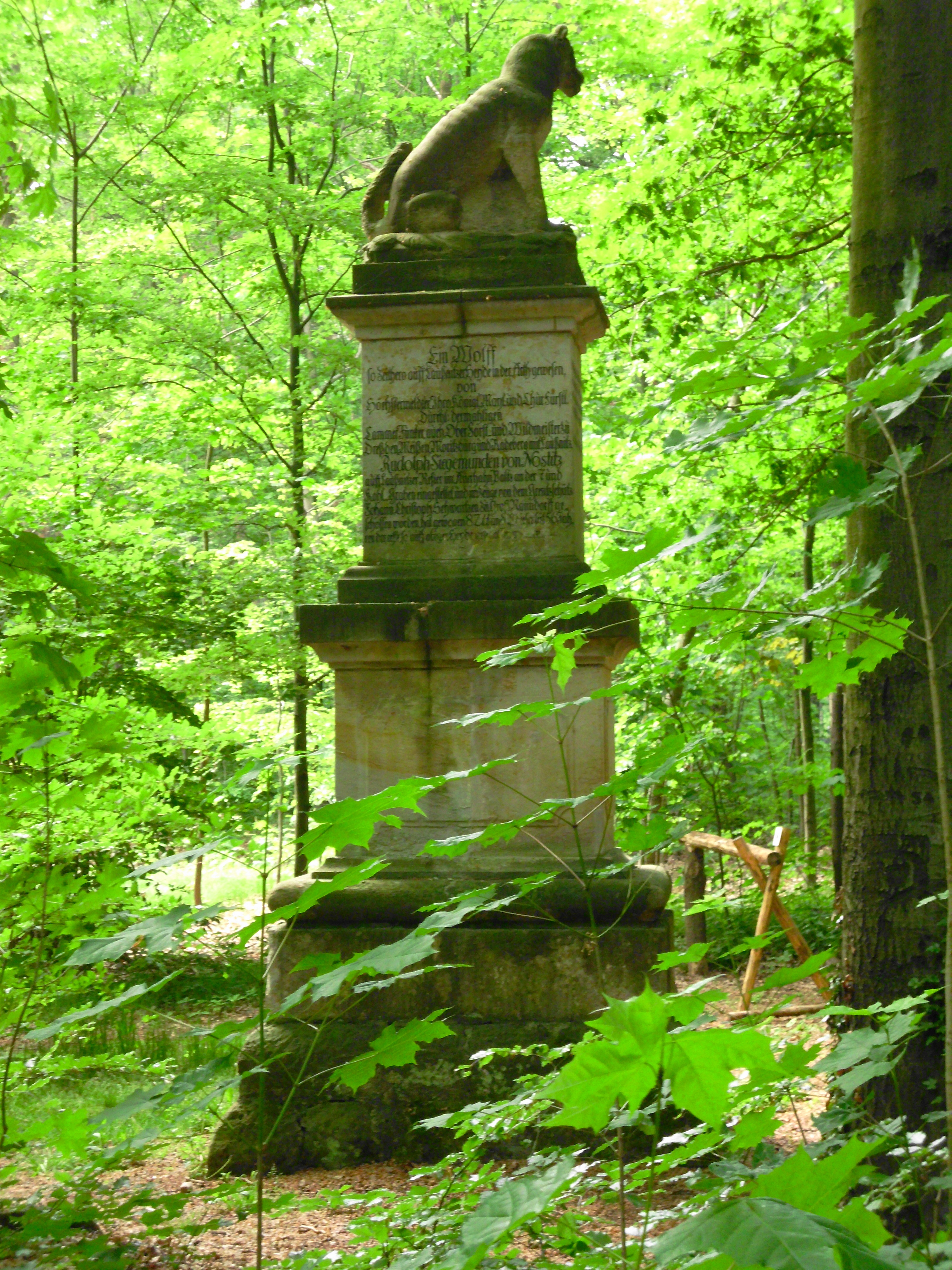
Wolfssäule Laußnitzer Heide

Die Wolfssäule (auch Wolfsdenkmal) in der Laußnitzer Heide ist ein Jagddenkmal. Es erinnert an die Jagd vom 11. November 1740, bei der Rudolph Siegemund von Nostitz (1696–1754), Sohn von Gotthard Rudolph von Nostitz (1674–1736), einen 82 Pfund schweren Wolf geschossen hat.

## Lage
Das Wolfsdenkmal befindet sich in der Laußnitzer Heide, an der Bundesstraße 97 zwischen Laußnitz und Ottendorf-Okrilla, auf dem Gebiet der Gemeinde Laußnitz. Gut 300 Meter entfernt in nordwestlicher Richtung befindet sich ein historischer Vermessungspunkt, die sogenannte Buchbergsäule, eine Nagelsche Säule. In östlicher Richtung der Wolfssäule befindet sich die Grüne Säule, der Mittelpunkt des Waldgebietes.

## Beschreibung
Die Wolfssäule wurde aus Sandstein gefertigt und ist ca. 5 Meter hoch. An der Spitze befindet sich die Skulptur eines sitzenden Wolfes. Umlaufend wird im Sockel mit einer Inschrift an das Jagdereignis erinnert. Dabei werden die beteiligten Personen, Datum des Ereignisses, das Gewicht des Tieres und der Namen desjenigen genannt, der den Jagdbefehl erteilte. Sie ähnelt in ihrem Aufbau der 122 Jahre älteren Wolfssäule Friedewald.
Der Teil der Laußnitzer Heide, in dem das um 1741 errichtete Denkmal steht, gehörte damals zum Amt Radeberg. Deshalb erfolgte die Finanzierung in Höhe von 95 Thaler, 23 Groschen und 3 Pfennigen durch die Radeberger Amtsschreiberey.

## Inschriften
|  | Inschrift linke Seite Ein Wolff so Zeithero auff Laußnitzer Heyde in der Arth gewesen von Höchstermeldter Ihro Königl. Mays. und ChurFürstl. Durchl. dermahligen Cammer Juncker auch Ober Forst und Wildmeister zu Dreßden Meißen Moritzburg und Radeberg mit Laußnitz Rudolph Siegemunden von Nostiz auff Laußnitzer Refier im Auerhahn Paltz an der 7 und Kohl-Graben eingestellet und im Zeuge von dem Grentzschütz Johann Christoph Schwartzen zu Groß Naundorff ge- schoßen worden, hat gewogen 82 Pfund und ist dieser seit 56 Jah- ren der erste so auf obiger Heyde geschossen worden. |
|  | Inschrift rechte Seite Anno 1740, den 11. Novemb. Bey allerhöchster Regierung des Allerdurchlauchtigsten Großmächtigsten Fürsten und Herrn Herrn Friedrich Augusti Königs in Polen, Großherzogens in Lütthauen des heil. Röm.Reichs Ertz.Marschalls u. Churfürstens zu Sachßen auch desselben Reichs in denen Landen des Sächß.Rechtes und an Enden in solch Vicariat gehörend dieser Zeit Vicarii. |
|  | Inschrift Vorderseite ist auff allerhöchsten Befehl und weitere Anordnung der Zeit Oberhoff Jäger- meisters Herrn Carl Gottlob von Leubnitz auch Hoff und Land Jägermeisters Herrn Carl Ludwigs von Wolffersdorff. |
|  | Inschrift Rückseite An Jagd und Forstbediensten sind zugegen gewesen: Johann Ernst Öser Oberförster zu Laußnitz Johann Michael Seyffert Förster zu Okrylle Johann August Rachhalß FußKnecht zu Würschnitz, Johann Christoph Schwartze Grentzschütz zu Groß Nauendorff. |